# 아담바우티아 라센 크와라세이
아담바우티아 라센 크와라세이(Adambathia Larsen Kwarasey, 1987년 12월 12일 ~ )는 노르웨이 태생의 가나의 전 축구 선수이다.
노르웨이에서 태어나고 자랐지만, 아버지의 나라인 가나의 국가대표팀 선수로 뛰고 있다.

## 생애
노르웨이 오슬로에서 가나인 아버지와 노르웨이인 어머니 사이에서 태어났다. 가나와 노르웨이의 국적을 모두 가지고 있다.